# تد دیبیاسی
تد دیبیاسی (انگلیسی: Ted DiBiase؛ زادهٔ ۱۸ ژانویهٔ ۱۹۵۴) کشتی‌گیر، کشتی‌گیر کشتی حرفه‌ای، و فیلم‌نامه‌نویس اهل ایالات متحده آمریکا است.
وی همچنین برندهٔ جوایزی همچون تالار شهرت دبلیو دبلیو ای شده‌است.